# Corgatha argillacea
Corgatha argillacea är en fjärilsart som beskrevs av Butler 1879. Corgatha argillacea ingår i släktet Corgatha och familjen nattflyn. Inga underarter finns listade i Catalogue of Life.